# قائمة عملات الجزائر الورقية
صدرت العملات الورقية بالدينار الجزائري من قبل بنك الجزائر، بست سلاسل لما مجموعه 25 ورقة نقدية مختلفة منذ إنشاء الدينار الجزائري كعملة ورقية في 10 أبريل 1964.

## الأوراق النقدية المتداولة
- 100 د.ج
  - 100 د.ج لعام 1992.[1]
  - 100 د.ج لعام 1996.[2]
- 200 د.ج
  - 200 د.ج لعام 1992.[1]
  - 200 د.ج لعام 1996.[3]
- 500 د.ج.
  - 500 د.ج لعام 1996.[4]
  - 500 د.ج لعام 1998.[5]
  - 500 د.ج لعام 2018.[6]
- 1000 د.ج.
  - 1000 د.ج لعام 1992.[1]
  - 1000 د.ج لعام 1995.[7]
  - 1000 د.ج لعام 1998.[8]
  - 1000 د.ج لعام 2018.[9]
- 2000 د.ج
- 2000 د.ج لعام 2011.[10]
- 2000 د.ج لعام 2020.[11]
- 2000 د.ج لعام 2022.[12][13]

| القيمة              | وجه | عكس (ظهر) | سنة الإصدار |
| ------------------- | --- | --------- | ----------- |
| 100 د.ج [الفرنسية]  |     |           | 1992        |
| 200 د.ج [الفرنسية]  |     |           | 1992        |
| 500 د.ج [الفرنسية]  |     |           | 1992        |
| 500 د.ج [الفرنسية]  |     |           | (1992-1998) |
| 1000 د.ج [الفرنسية] |     |           | 1998        |
| 2000 د.ج [الفرنسية] |     |           | 2011        |
| 500 د.ج [الفرنسية]  |     |           | 2018        |
| 1000 د.ج [الفرنسية] |     |           | 2018        |
| 2000 د.ج [الفرنسية] |     |           | 2020        |

## جميع الأوراق النقدية الصدارة بالدينار الجزائري
| ت                                          | الصورة                                     | الصورة                                     | القيمة بالدينار الجزائري                   | معلومات                                                           |
| ت                                          | وجه                                        | عكس                                        | القيمة بالدينار الجزائري                   | معلومات                                                           |
| السلسة الأولى عام 1964                     | السلسة الأولى عام 1964                     | السلسة الأولى عام 1964                     | السلسة الأولى عام 1964                     | السلسة الأولى عام 1964                                            |
| أولى الأوراق النقدية الصادرة بعد الاستقلال | أولى الأوراق النقدية الصادرة بعد الاستقلال | أولى الأوراق النقدية الصادرة بعد الاستقلال | أولى الأوراق النقدية الصادرة بعد الاستقلال | أولى الأوراق النقدية الصادرة بعد الاستقلال                        |
| ------------------------------------------ | ------------------------------------------ | ------------------------------------------ | ------------------------------------------ | ----------------------------------------------------------------- |
| 1                                          |                                            |                                            | 5                                          | الورقة النقدية فئة 5 دنانير جزائرية، صدرت عام 1964.               |
| 2                                          |                                            |                                            | 10                                         | الورقة النقدية فئة 10 دنانير جزائرية، الصادرة عام 1964.           |
| 3                                          |                                            |                                            | 50                                         | الورقة النقدية فئة 50 دينار جزائري، الصادرة عام 1964              |
| 4                                          |                                            |                                            | 100                                        | الورقة النقدية فئة 100 دينار جزائري، الصادرة عام 1964.            |
| السلسلة الثانية بين عامي 1970 - 1978       |                                            |                                            |                                            |                                                                   |
| سلسلة الازدهار الصناعي                     |                                            |                                            |                                            |                                                                   |
| 5                                          |                                            |                                            | 5                                          | الورقة النقدية فئة 5 دنانير، الصادرة عام 1970.                    |
| 6                                          |                                            |                                            | 10                                         | الورقة النقدية فئة 10 دنانير، الصادرة عام 1970.                   |
|                                            |                                            |                                            | 50                                         | الورقة النقدية فئة 50 دينار جزائري، الصادرة بين عامي 1977 - 1978. |
| 7                                          |                                            |                                            | 100                                        | الورقة النقدية فئة 100 دينار جزائري، الصادرة في 1970.             |
| 8                                          |                                            |                                            | 500                                        | الورقة النقدية فئة 500 دينار جزائري                               |
| السلسلة الثالثة بين عامي 1981 - 1984       |                                            |                                            |                                            |                                                                   |
| سلسلة الآثار والبناء                       |                                            |                                            |                                            |                                                                   |
| 9                                          |                                            |                                            | 100                                        | صدرت عام 1981                                                     |
| 10                                         |                                            |                                            | 20                                         | صدرت عام 1983                                                     |
| 11                                         |                                            |                                            | 200                                        | صدرت عام 1983                                                     |
| 12                                         |                                            |                                            | 10                                         | صدرت عام 1984                                                     |
| السلسلة الرابعة بين عامي 1992 - 1996       |                                            |                                            |                                            |                                                                   |
| سلسلة التاريخ والتراث                      |                                            |                                            |                                            |                                                                   |
| 13                                         |                                            |                                            | 100                                        |                                                                   |
| 14                                         |                                            |                                            | 200                                        |                                                                   |
| 15                                         |                                            |                                            | 500                                        |                                                                   |
| السلسلة الخامسة بين عامي 2011 - 2018       |                                            |                                            |                                            |                                                                   |
| سلسلة التقليد والحداثة                     |                                            |                                            |                                            |                                                                   |
| 16                                         |                                            |                                            | 2000                                       | صدرت في مارس 2018، ووضعت في التداول في 28 أبريل 2011              |
| 17                                         |                                            |                                            | 500                                        | صدرت في نوفمبر 2018، ووضعت في التداول في 27 فبراير 2019.          |
| 18                                         |                                            |                                            | 1000                                       | صدرت في نوفمبر 2018، ووضعت في التداول في 27 فبراير 2019.          |
| سلسلة أبطال الثورة لعام 2020               |                                            |                                            |                                            |                                                                   |
| 19                                         |                                            |                                            | 2000                                       | صدر بمناسبة ذكرى عيد النصر بتاريخ 18 مارس 2021                    |

### روابط خارجية
- بنك الجزائر
- عملات جزائرية